# Francesco Romei
Francesco Romei (Bologna, 1867 – New York, 18 dicembre 1917) è stato un direttore d'orchestra italiano, assistant conductor e musical secretary al Metropolitan Opera House di New York.

## Biografia

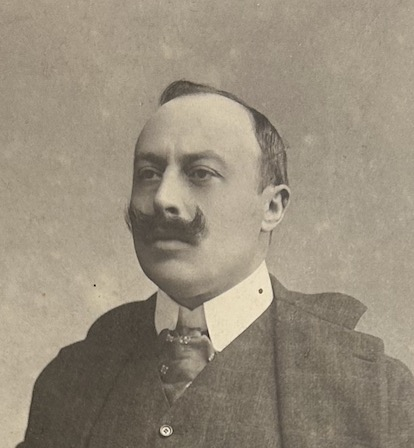
Francesco Romei in Argentina

Francesco Romei nacque a Bologna da una nobile famiglia di medici e ingegneri proveniente dal Regno delle Due Sicilie. Figlio di Federico Romei, che dalla città natale di Arcevia si trasferì a Bologna per studiare medicina, divenendo, in seguito, professore alla Clinica Chirurgica della Facoltà di Medicina e Chirurgia della Regia Università di Bologna e membro della Società Medico Chirurgica di Bologna, e della bolognese Luigia Cristofori.
Francesco Romei dimostrò fin da piccolo una particolare inclinazione per la musica. Nel 1882 si iscrisse al Liceo Musicale Bolognese studiando nell'ultimo anno di alta composizione con il Maestro Martucci, che impartì al Romei gli ultimi insegnamenti prima di essere licenziato.
Terminato il Liceo si iscrisse al Conservatorio di Bologna studiando con il maestro Luigi Mancinelli e laureandosi Maestro Compositore in questo Ateneo musicale. Iniziò la sua carriera come pianista e compositore, ma fin da subito cominciò a girare per i principali teatri d'Europa come direttore d'orchestra co-repetiteur. Fu per tre stagioni al Teatro Regio di Torino, per due all'Argentina di Roma, quattro al Costanzi, sempre a Roma, tre stagioni al San Carlo di Napoli, due stagioni alla Fenice di Venezia, cinque stagioni al Comunale di Bologna, nel quale collaborò spesso con Arturo Toscanini: nel 1904, insieme a Pietro Sormani, come maestro sostituto, nella Dinorah ossia Il pellegrinaggio a Ploërmel di Giacomo Meyerbeer e nel 1905, con Ugo Tansini e Gino Neri, sempre come maestro sostituto, nella Cassandra di Vittorio Gnecchi. Con Toscanini si ritroverà anche nel 1910 al Metropolitan.
Giulio Gatti Casazza, allora direttore generale della Scala di Milano, notò i primi lavori di Romei e ne rimase tanto colpito da ingaggiarlo per cinque stagioni nel teatro milanese.
Nel 1907 venne ingaggiato al Metropolitan Opera House di New York, rimanendo confermato per dieci anni sino alla sua morte. Il suo incarico era di assistant conductor e musical secretary. Dietro le quinte era il factotum generale dell'opera e, come capo aiuto, da lui passavano tutte le disposizioni del direttore generale Gatti Casazza e, durante le esibizioni, aveva il comando pressoché completo, potendo anche, in determinate occasioni, unire le funzioni dei vari ufficiali minori nella preparazione delle esibizioni.
Alla chiusura della stagione lirica di New York si trasferiva al Teatro Colón di Buenos Aires, nel quale fu regolarmente assunto per il periodo estivo dell'opera e con cui rimase sotto contratto per dieci anni sino alla fine della sua vita.
La critica contemporanea, comparsa sulla Gazzetta Musicale di Milano del 1904, lo descriveva nel suo aspetto personale e professionale: 
(La Gazzetta Musicale, 1904)
Morì il 18 dicembre 1917 al Roosevelt Hospital di New York, dov'era stato ricoverato per un infarto. La salma venne trasportata alla Campbell Funeral Church, tra la Broadway e la 66th Street, dove rimase sino al funerale che venne celebrato il venerdì successivo, seguito da una messa di requiem nella St. Patrick's Cathedral. Il coro del Metropolitan, diretto da Antonio Scotti, cantò il Mors et vita di Gounod. La salma venne poi inviata ai suoi fratelli in Italia e tumulata nella tomba di famiglia alla Certosa di Bologna.
Fu sposato con Elena Pelkfeller, dalla quale non ebbe figli e che, rimasta vedova, andò poi in sposa al conte Bartolomasi della Torricella.